# Épreville-en-Lieuvin
Épreville-en-Lieuvin é uma comuna francesa na região administrativa da Normandia, no departamento de Eure. Estende-se por uma área de 6,59 km². Em 2010 a comuna tinha 201 habitantes (densidade: 30,5 hab./km²).